# Cairn de Ri Cruin

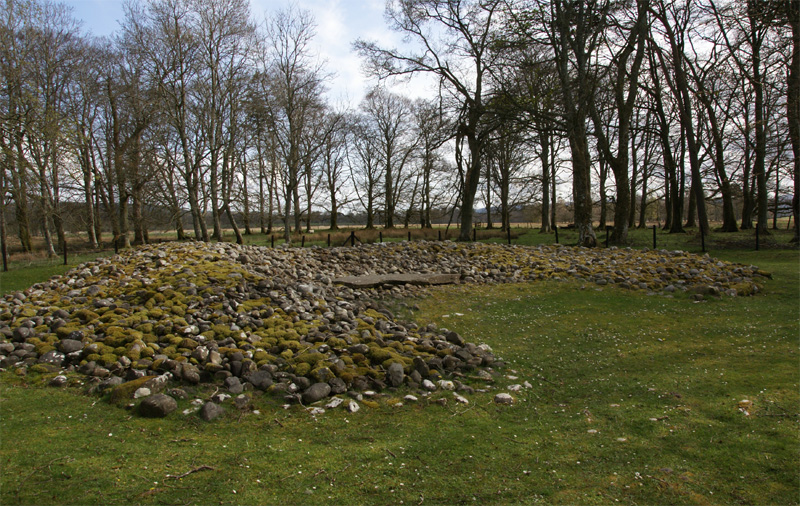
Cairn de Ri Cruin

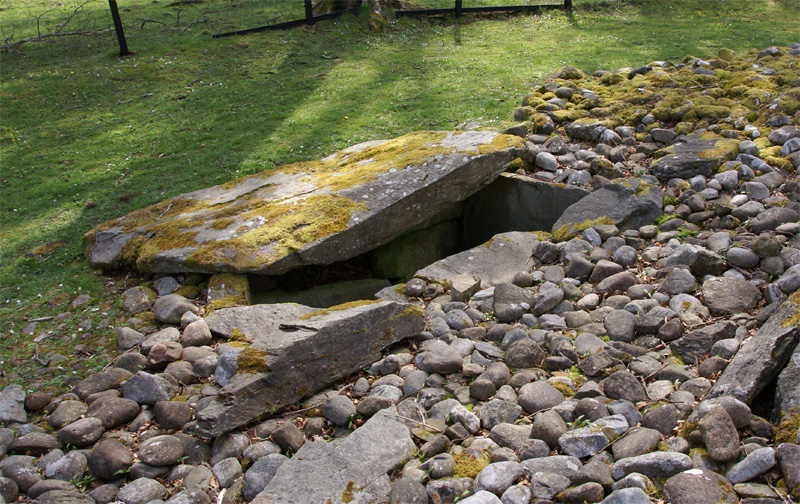
Tombe extérieure du Cairn de Ri Cruin

Le cairn de Ri Cruin est une tombe datant de l'Âge du bronze ancien. Il est situé à Kilmartin Glen, dans la région écossaise d'Argyll and Bute.

## Historique
Le cairn de Ri Cruin fut découvert en 1830 et fouillé en 1870, 1929 et en 1936. Seuls des restes d'ossements incinérés furent découverts.

## Description

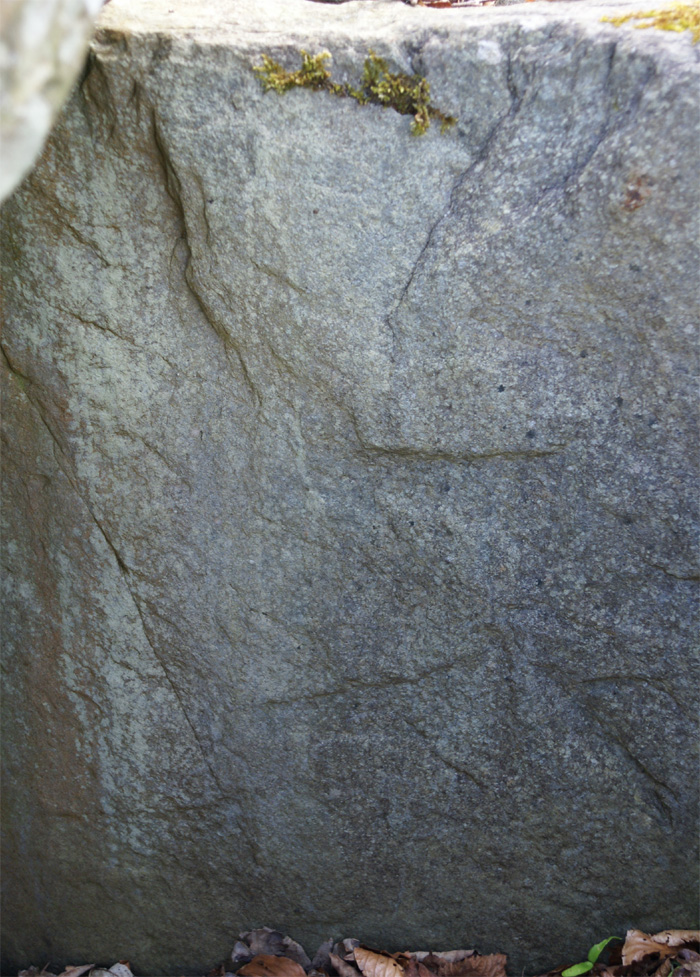
Cairn de Ri Cruin : traces de coups de hache sur le tombeau extérieur

Construit vers 2000 av. J.-C., le cairn de Ri Cruin ne comporte pas de chambre funéraire et n'a pas été recouvert, laissant ainsi apparaitre trois tombeaux massifs.
Deux tombeaux sont situés dans le cairn même et le troisième est un peu à l'écart. La pierre située sur la face ouest du tombeau extérieur comporte sur sa face intérieure huit traces de coups de hache. Une gravure représentant un bateau ou une hallebarde a été détruite lors d'un incendie, mais un moulage en est conservé au Musée national d'Écosse à Édimbourg.
La tombe la plus ancienne est située au centre, la tombe la plus éloignée est la plus récente.
Le cairn a été en grande partie reconstitué. Il devait, à l'origine, mesurer 19 m de diamètre.

## Alentours
Ce tombeau fait partie du site funéraire appelé « cimetière linéaire ». Il s'agit du tombeau situé à l'extrême sud du site. Les autres tombes sont les trois cairns de Nether Largie et le cairn de Glebe.
Les cercles de pierre de Temple Wood font partie du même site.

## Protection
Le cairn de Ri Cruin est géré par Historic Scotland.